# 화벽
화벽(画壁)은 2011년 개봉한 중국의 영화이다.

## 캐스팅
- 쑨리
- 덩차오
- 정솽
- 옌니
- 황샤오밍
- 사남